# Strandräuber in Florida
Strandräuber in Florida ist eine US-amerikanische Westernkomödie aus dem Jahr 1951 von Earl McEvoy mit Robert Cummings und Jerome Courtland in den Hauptrollen. Der Film wurde von Columbia Pictures produziert und basiert auf dem 1943 veröffentlichten Roman The Barefoot Mailman von Theodore Pratt.

## Handlung
In Südflorida muss 1890 der Postbote Steven Pierton die Post für Miami in Palm Beach abholen. Sein Weg, den er barfuß bewältigt, führt dabei den Strand entlang, wo er Strandräubern und auch einigen Alligatoren ausweichen muss. Das Postboot, das in Palm Beach anlegt, befördert diesmal zwei Passagiere, die junge Adie Titus und den New Yorker Sylvanus Hurley. Im Kramladen der kleinen Stadt erkundigt sich Sylvanus nach einer Weiterfahrt nach Miami. Er beeindruckt die Anwesenden, unter ihnen der Strandräuber Theron, mit einem Geldbündel und der Absicht, in der Umgegend von Miami Land zu erwerben.
Steven erzählt, wie er von Strandräubern angegriffen wurde, und beschuldigt Theron, deren Anführer zu sein. Zwischen den beiden entbrennt eine Schlägerei, die Steven mit Sylvanus Hilfe gewinnt. Sylvanus bittet Steven, ihn nach Miami mitzunehmen. Auch Adie will mitkommen, wird aber bei Mrs. Thomas untergebracht. Abends ist Mrs. Thomas irritiert, als sie in Adies Gepäck Kleidung für Erwachsene findet. Adie gesteht ihr, schon 19 zu sein, sich aber als Kind zu verkleiden, weil sie alleine reise. 
Am nächsten Tag folgt Adie heimlich Steven und Sylvanus, die sie jedoch ertappen. Sylvanus erkennt Adies Geheimnis und erlaubt ihr erfreut, mit ihnen weiterzugehen. Nachdem Steven sie abends unabsichtlich in ihrer Unterwäsche sieht, rät er ihr, sich wegen der Strandräuber doch wieder zu verkleiden. Nachdem den dreien die Überquerung eines von Alligatoren verseuchten Flusses gelungen ist, werden sie von Theron und seinen Kumpanen überfallen. Steven und Sylvanus werden niedergeschlagen. Theron nimmt Sylvanus Geldumschlag an sich und entführt Adie. Als sie wieder zu sich gekommen sind, macht sich Sylvanus auf den Weg nach Miami, um Hilfe zu holen, während Steven den Spuren der Strandräuber folgt. 
In Miami versichert sich Sylvanus der Hilfe von Adies Onkel Ben und anderen. Im Versteck der Strandräuber entbrennt ein Streit, als die Räuber entdecken, dass der Geldumschlag leer ist. Adie nutzt den Tumult und kann mit Steves Hilfe fliehen. Beide werden von Theron und seinen Männern verfolgt, die jedoch auf Sylvanus, Ben und weitere Helfern stoßen und verhaftet werden. In Miami untersucht Bürgermeister Paget eine Besitzurkunde von Sylvanus. Er zeigt Sylvanus, dass sein Stück Land zu sumpfig und damit wertlos ist. Er schlägt vor, die einfältigen Bewohner zu überzeugen, dass Miami an die Eisenbahn angeschlossen wird, was zu Wohlstand führen werde. Sylvanus macht in der Stadt Bemerkungen, die dazu führen, dass die Einwohner tatsächlich von dem angeblichen Eisenbahnanschluss überzeugt sind. Ben macht sich wegen möglicher Spekulanten Sorgen und schlägt vor, dass sich Sylvanus und Paget mit ihm zusammenschließen. 
Am Abend findet ein Tanzfest statt. Adie erfährt, dass Sylvanus nach Norden reisen wird, um Ausrüstung zu besorgen. Sie ahnt nicht, dass er sich mit dem Geld, das Ben und Paget in ihr Geschäft eingebracht haben, aus dem Staub machen will. Während Sylvanus und Steven am Tanz teilnehmen, lässt Paget Theron und seine Männer aus dem Gefängnis frei. Sie täuschen einen Überfall auf Pagets Handelsposten vor und erbeuten Waffen sowie das Geld der Geschäftspartner. Sie plündern die Stadt und treffen sich mit Paget, der seinen Anteil erhält. Sylvanus will mit Adie fliehen, während Steve nach Palm Beach geht, um Hilfe zu organisieren. Theron, der Adie für sich selber will, enthüllt ihr und den Einwohnern den betrügerischen Plan, den Sylvanus und Paget ausgeheckt haben. Sylvanus wird von den Strandräubern festgesetzt, Adie kann entkommen und Steven folgen. Als sie den Fluss in einem Boot überquert, wird sie von mehreren Alligatoren bedrängt und von Steven, der den Marshal von Palm Beach nach Miami begleitet, gerettet. Als der Marshal mit einem Kahn übersetzt, kann sich Sylvanus befreien und ihn vor einem Hinterhalt der Strandräuber warnen. Der Marshal begnadigt Sylvanus, der Adie und Steven seine Besitzurkunde schenkt. Als er auf dem Weg nach Kuba ist, liest er in einer Zeitung, dass die Eisenbahn nach Südflorida geführt wird.

## Produktion

### Hintergrund
Gedreht wurde der Film von Ende Oktober bis Ende November 1950 in Naples und Ocala in Florida. Nachdrehs fanden Ende Dezember 1950 statt.

### Stab
Carl Anderson oblag die künstlerische Leitung. Louis Diage war für das Szenenbild zuständig. Musikalischer Direktor war Morris Stoloff.

### Besetzung
In kleinen nicht im Abspann erwähnten Nebenrollen traten Gertrude Astor, Heinie Conklin, Ellen Corby, Franklyn Farnum, Frank Ferguson, Percy Helton, Ian MacDonald, Hank Mann, Eddie Parker, Snub Pollard, Aldo Ray, Dorothy Vernon und Harry Wilson auf. Ebenfalls unerwähnt blieb Mary Field als Mrs. Thomas.

## Synchronisation
| Rolle           | Schauspieler     | Deutscher Synchronsprecher |
| --------------- | ---------------- | -------------------------- |
| Sylvanus Hurley | Robert Cummings  | Hans Nielsen               |
| Steven Pierton  | Jerome Courtland | Richard Münch              |
| Theron          | John Russell     | Wolfgang Eichberger        |
| Dan Paget       | Will Geer        | Bum Krüger                 |
| Ben Titus       | Arthur Shields   | Anton Reimer               |
| Piggot          | Arthur Space     | Curt Ackermann             |
| Wächter         | James Bush       | Erik Jelde                 |
| Dr. Bethune     | Frank Ferguson   | Klaus W. Krause            |
| Mrs. Thomas     | Mary Field       | Ursula Grabley             |
| Kapitän         | Paul Newlan      | Walter Holten              |
| Miss Emily      | Renie Riano      | Gertrud Spalke             |

Der Sprecher der Einleitung der deutschen Fassung war Curt Ackermann.

Anmerkung: Die kursiv geschriebenen Namen sind Rollen und Darsteller, die nicht im Abspann erwähnt wurden.

## Veröffentlichung
Die Premiere des Films fand am 5. November 1951 statt. In der Bundesrepublik Deutschland kam er am 13. Februar 1953 in die Kinos, in Österreich im Juli 1954.

## Kritiken
Das Lexikon des internationalen Films schrieb: „Routiniertes Western-Abenteuer mit humoristischem Einschlag; inszenatorisch eher schlicht.“
Der Kritiker des TV Guide sah einen Film mit einigen interessanten Unterwasseraufnahmen und ein paar spannenden Szenen mit Alligatoren. Leider sei er nicht so gut, wie er hätte sein sollen.